# Ulica Poselska w Krakowie
Ulica Poselska – ulica w Krakowie, w dzielnicy I Stare Miasto, na Starym Mieście. Łączy ulicę Dominikańską z ulicą F. Straszewskiego.
Położona jest na terenie dawnej osady Okół. Ulica pochodzi z XIII wieku. W średniowieczu nazywana była Zaułkiem Grodzkim, a na początku XIX wieku ulicą św. Józefa. Była też nazywana ulicą Legacką. W 1882 roku otrzymała obecną nazwę.
W miejscu, gdzie obecnie wznosi się trzypiętrowe skrzydło Magistratu (ul. Poselska 8–14), stały niegdyś trzy zabytkowe domy mieszkalne (dawniej ul. Poselska 12 i 14). W niskim, długim jednopiętrowym domu z balkonem, od swojego właściciela nazywanym Rydzowszczyzna, mieszkał w l. 1869–1874 Józef Konrad Korzeniowski. Wymienione domy zostały zburzone w drugiej połowie 1908 r. i na początku 1909 r. wraz z prawym ryzalitem tzw. Estreicherówki (ul. Poselska 8–10) o boniowanej elewacji. Zniszczenie zabytkowych kamienic dokonało się wbrew opinii znacznej części krakowian. Na miejscu zburzonych domów wzniesiono w latach 1910–1912 nowe skrzydło Magistratu, w którego elewację wmurowano tablicę upamiętniającą dziecięce lata Conrada.

## Zabudowa
- ul. Poselska 5 – budynek Instytutu Nauk Geologicznych Polskiej Akademii Nauk w miejscu gdzie stał kościół św. Michała i klasztor karmelitów.
- ul. Poselska 13 – pałac Stadnickich.
- ul. Poselska 21 – kościół św. Józefa i klasztor ss. bernardynek.
- ul. Poselska 22 – Hotel Wawel.

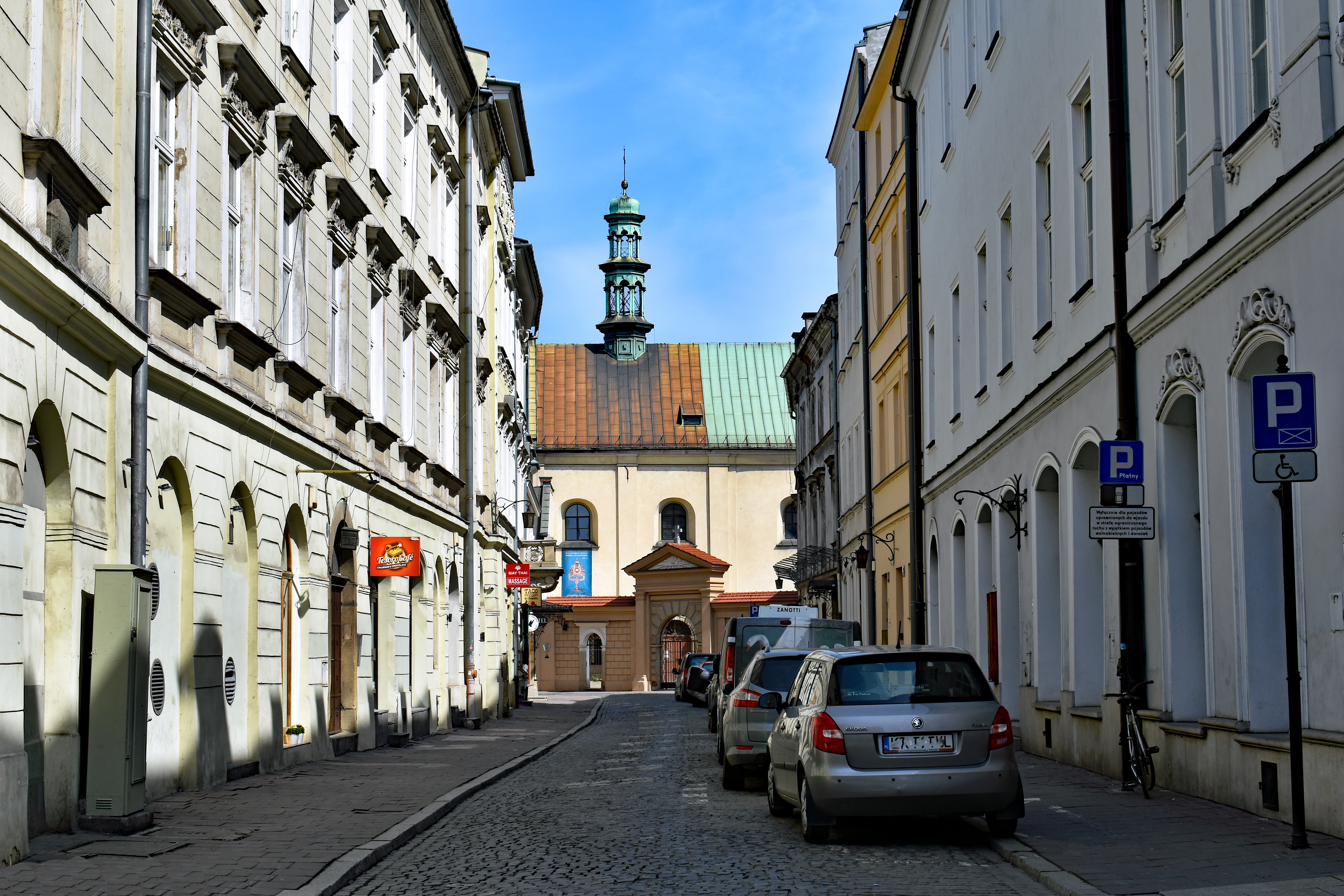
Widok ze skrzyżowania z ul. Grodzką na wschód. Po lewej kamienica Pod Elefanty, po prawej pałac Stadnickich, na wprost kościół św. Józefa.
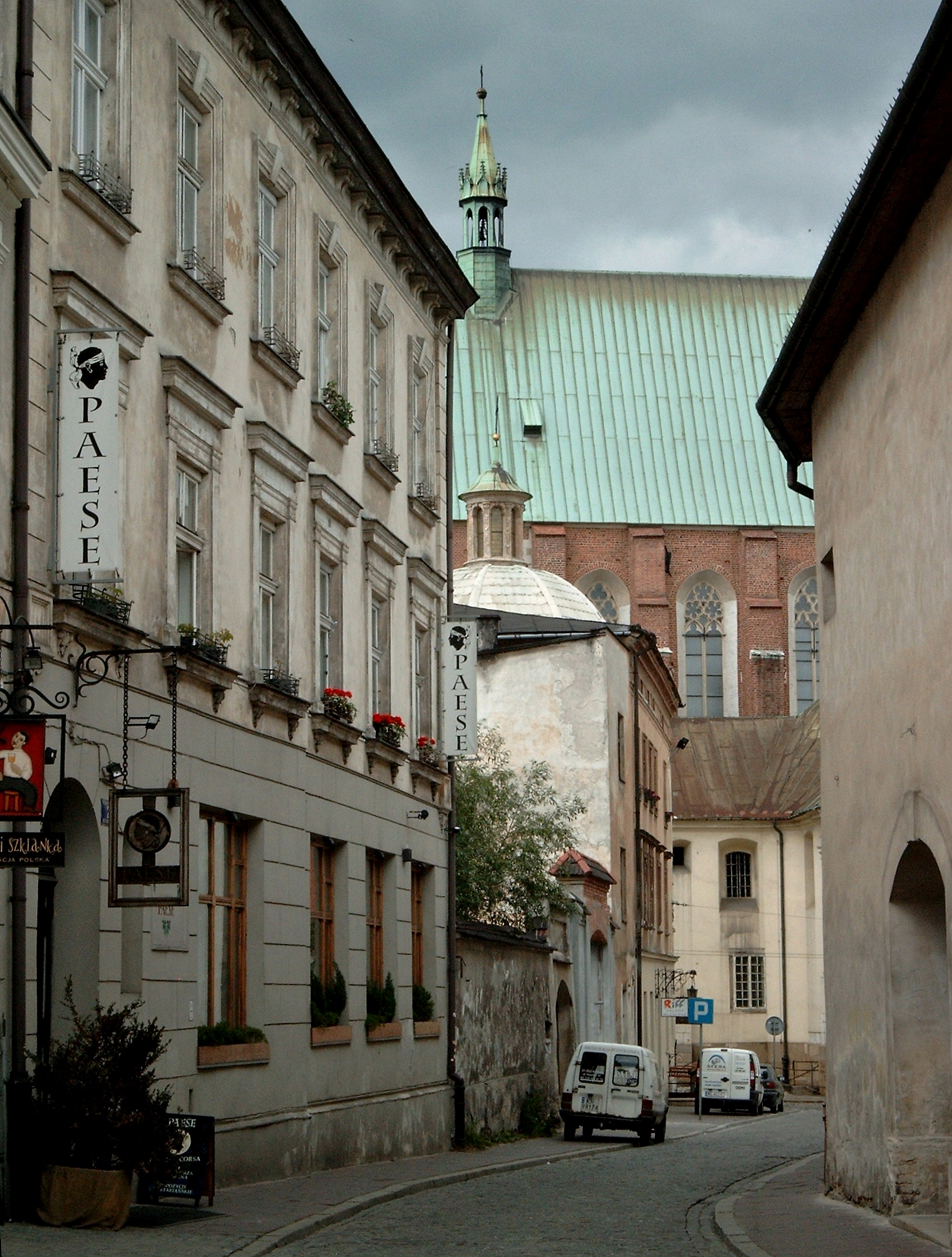
Widok od kościoła św. Józefa na północ, do ul. Dominikańskiej.
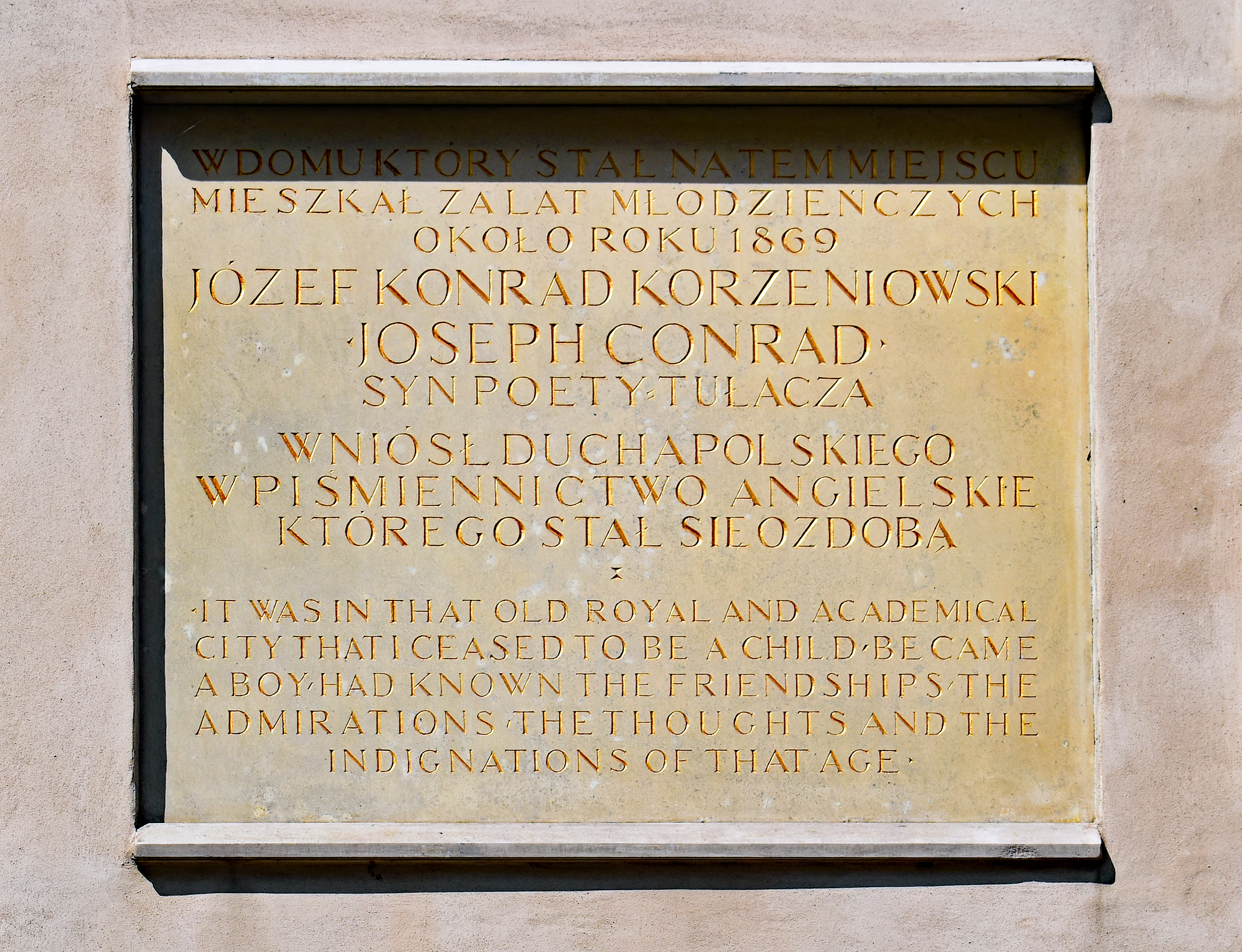
Tablica pamiątkowa Josepha Conrada.
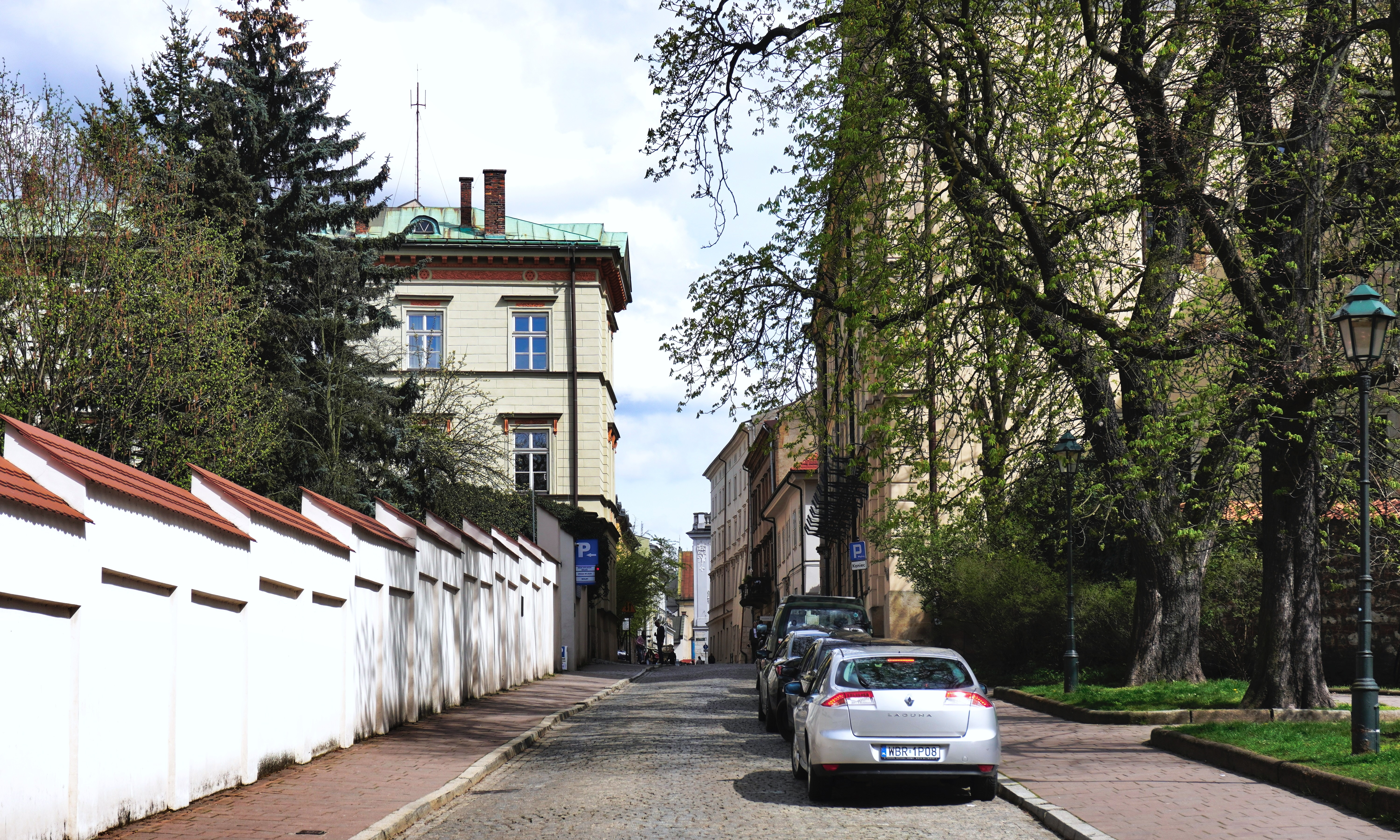
Widok od zachodu, od Plant.

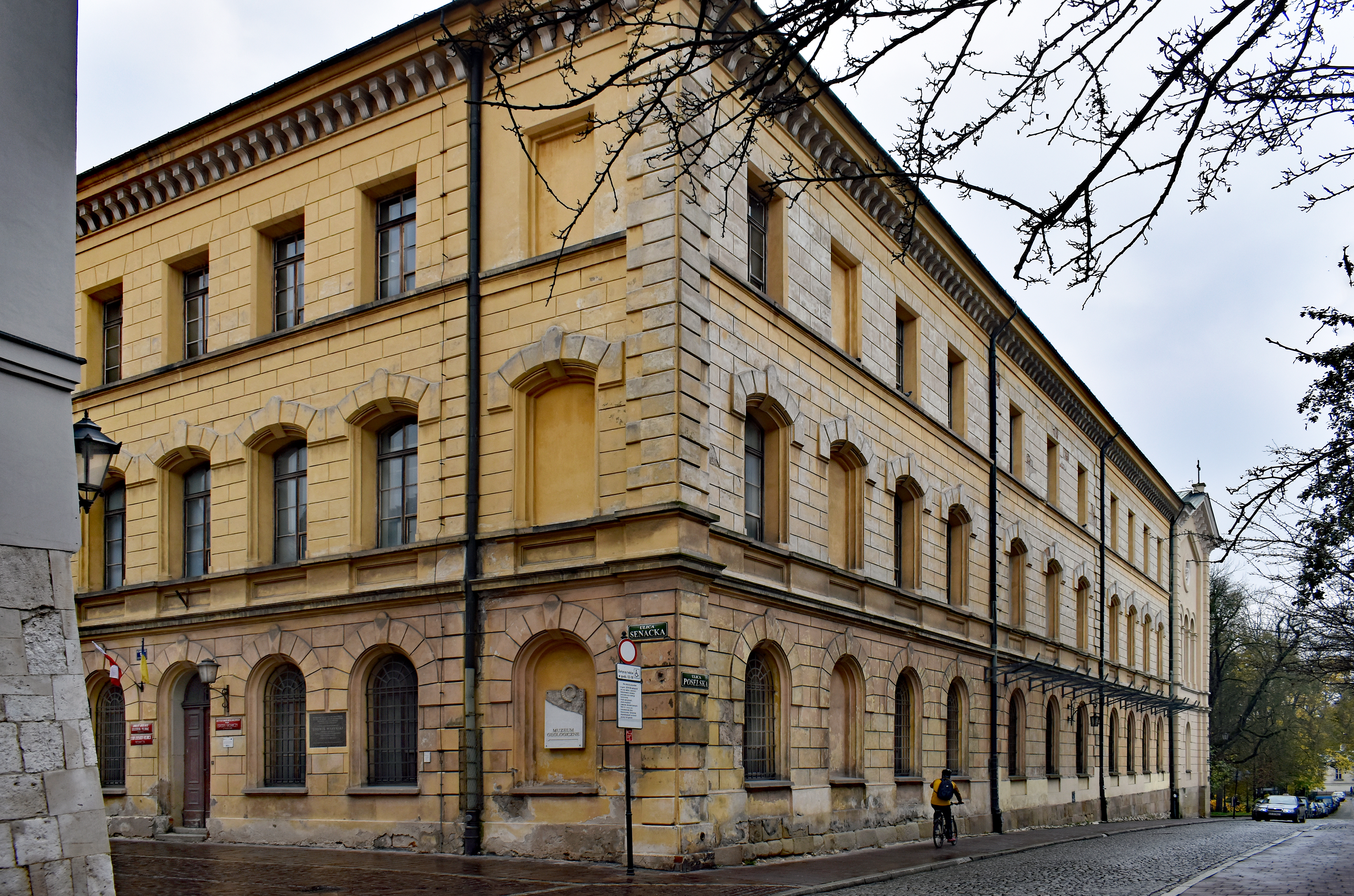
ul. Poselska 5 Budynek ING PAN w miejscu gdzie stał kościół św. Michała
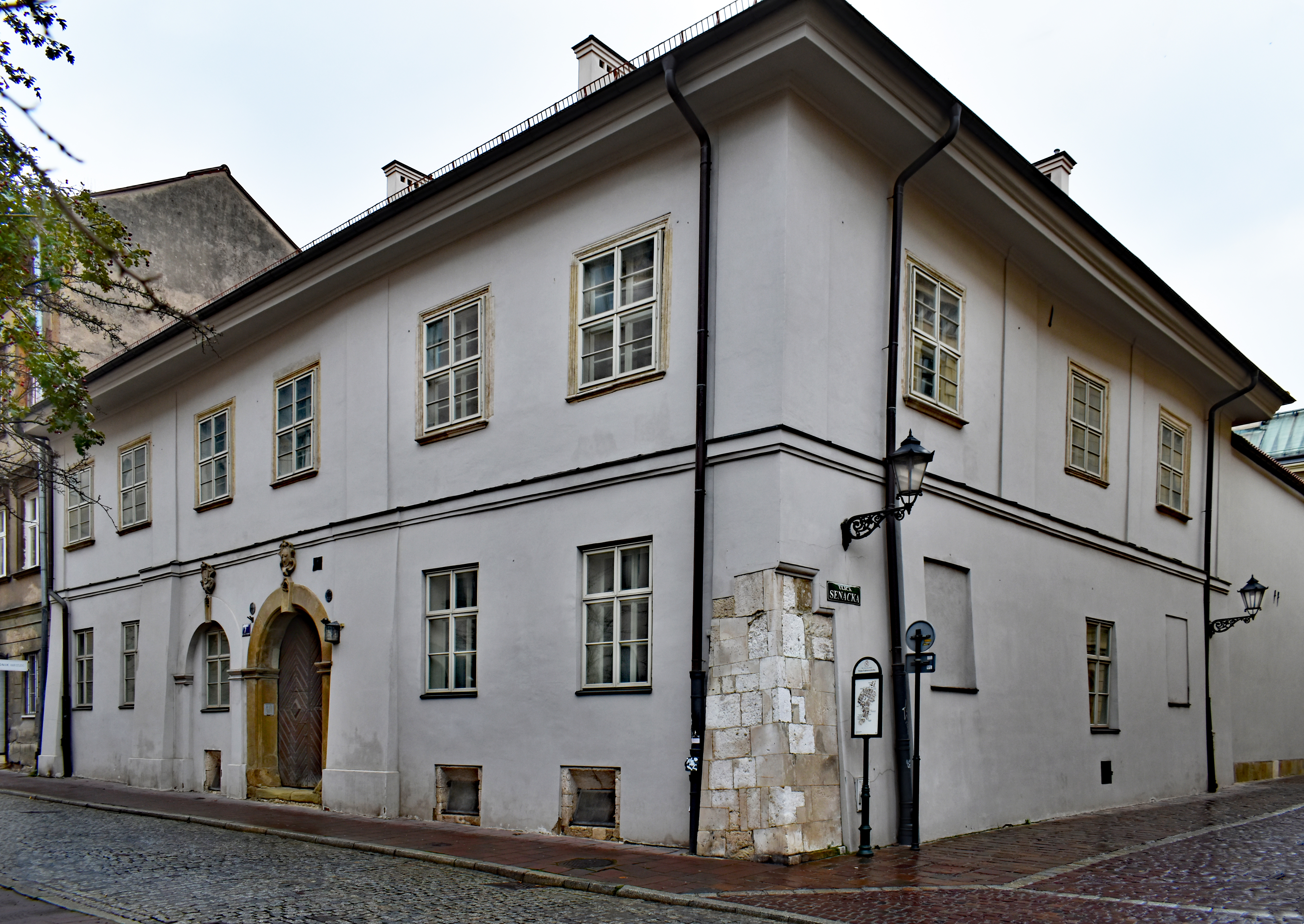
ul. Poselska 7 Pałac Hebdowski
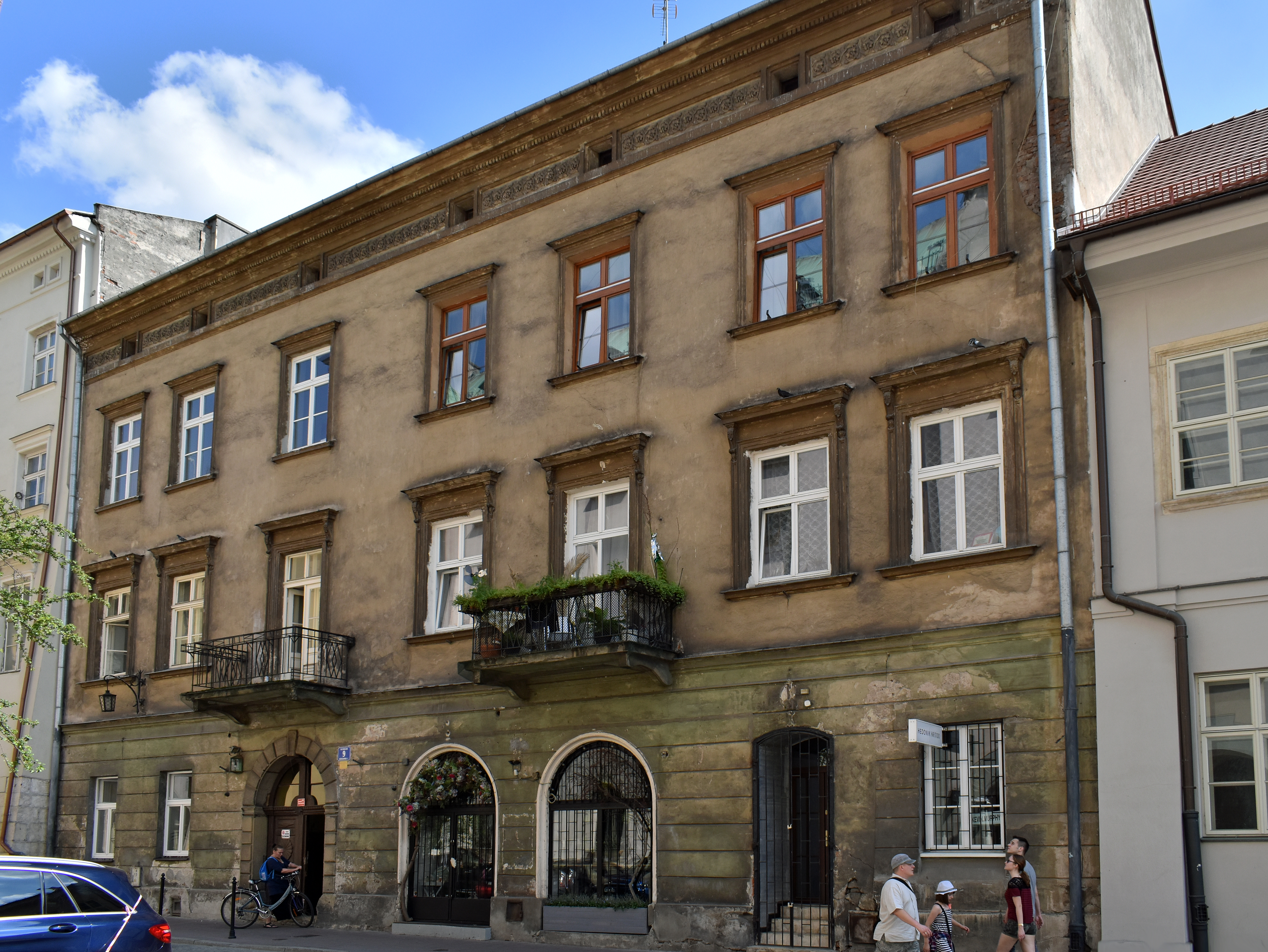
ul. Poselska 9 Kamienica
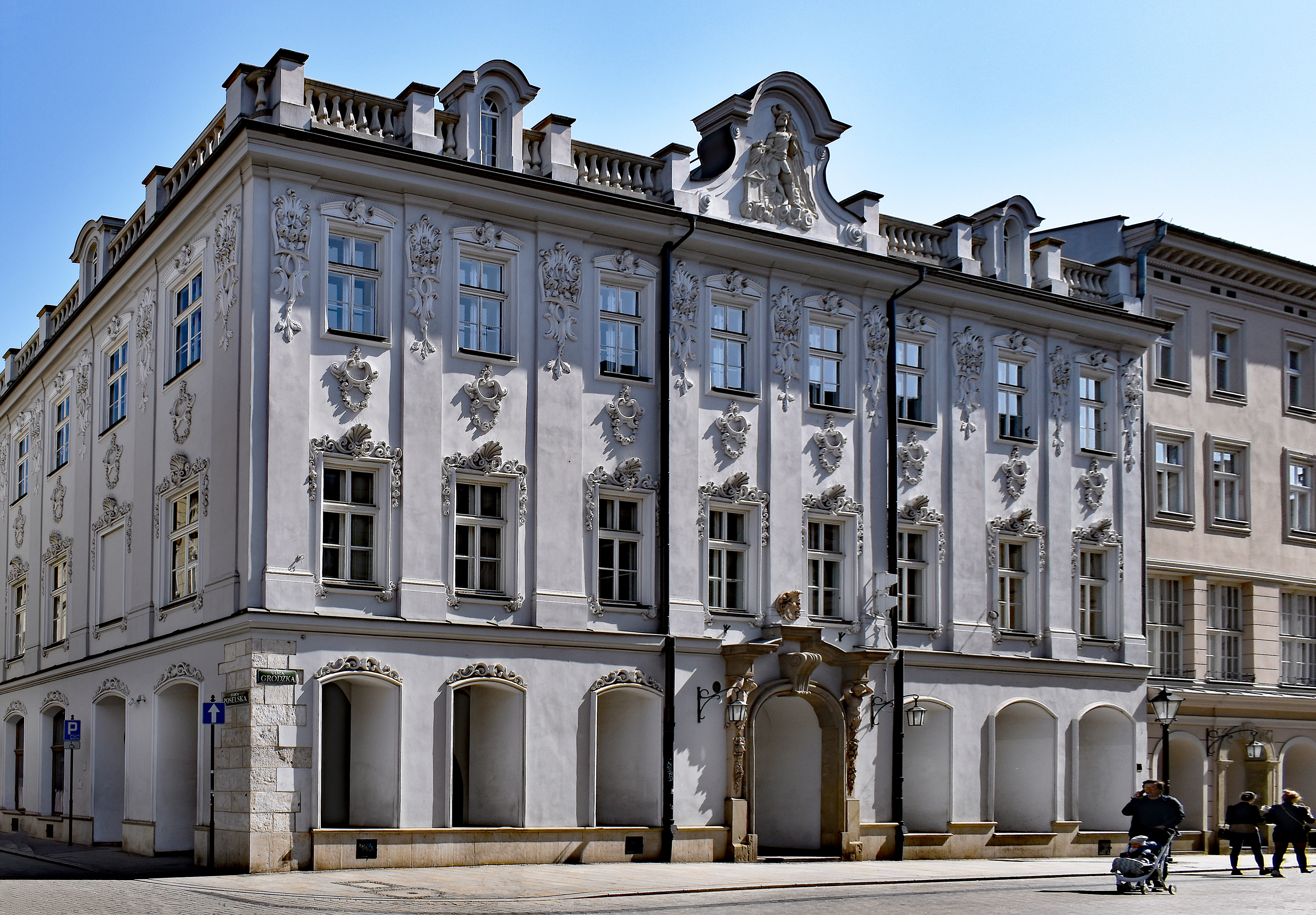
ul. Poselska 13 (ul. Grodzka 40) Pałac Stadnickich
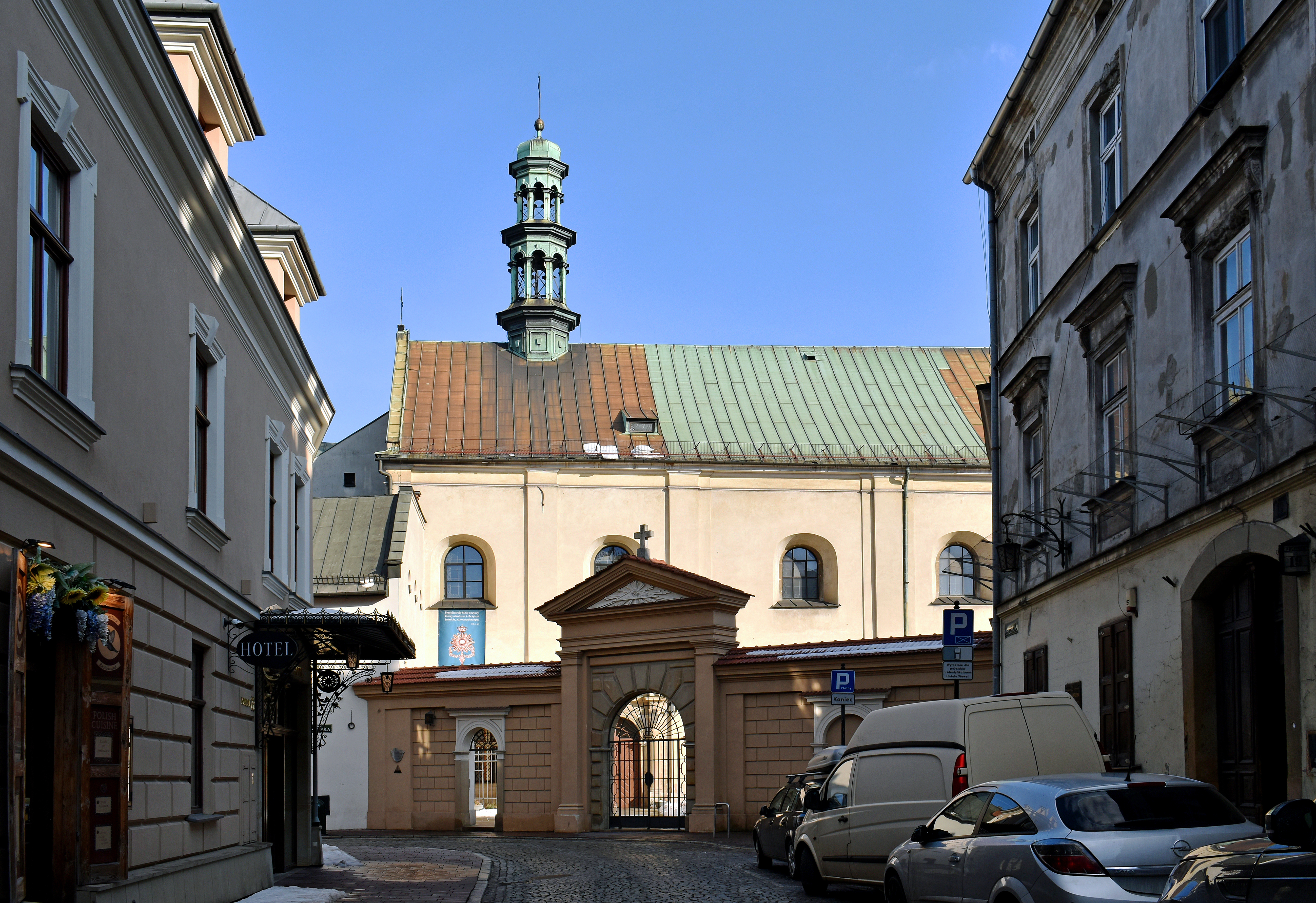
ul. Poselska 21 Kościół św. Józefa